# Baljenac
Baljenac est une île croate située dans la mer Adriatique et faisant partie de l'archipel de Šibenik.

## Géographie
De forme arrondie et d'une superficie de seulement 0,14 km2, l'île n'abrite aucun habitant. Son altitude maximale se situe à 39 m.
Sa particularité est qu'elle est entièrement recouverte d'un réseau de murs en pierre sèche construits au XIXe siècle pour protéger les parcelles de vigne du vent et délimiter les parcelles des différents propriétaires
En vue aérienne, l'île ressemble à une empreinte digitale.